# Gudžarat
Gudžarat (gudžaratsko: [ˈɡudʒəɾɑt] ()) je zvezna država v okviru Indije. Nahaja se na zahodu Indije, včasih jo poimenujejo tudi »dragulj Zahodne Indije«. Njeno ozemlje se nahaja na območju 196.024 km2 in ima kar 1600 km obale, katere večina leži na polotoku Kathiawar. V Gudžaratu živi preko 60 milijonov ljudi. Ta zvezna država meji na naslednje indijske zvezne države: Radžastan na severu, Maharaštro na jugu, Madja Pradeš na vzhodu, nadalje na Arabsko morje ter na zahodu na Pakistan. Glavno mesto Gudžarata je Gandhinagar, čeprav je največje mesto Ahmedabad. V Gudžaratu večina prebivalcev govori gudžaratščino.

## Zgodovina

### Antika
V Gudžaratu ležijo nekatera pomembna nahajališča stare Civilizacije doline Inda, kot so Dholavira v regiji Kutch iz okoli 5000 pr. n. št. in Lothal iz okoli 3000 pr. n. št.. Nekateri zgodovinarji menijo, da je bil Lothal eno izmed prvi morskih pristanišč na svetu. Obalni mesti Bharuch in Khambhat sta služili kot pristanišči in trgovski centri že v času imperijev Imperij Maurya in Imperij Gupta. Ob zatonu dinastije Maurya je prišlo do grškega vdora v Gudžarat, ki ga je vodil Demetrius. Iz prve polovice 1. stoletja je znana zgodba o trgovcu kralja Gondapharesa, ki je v Gudžarat pripeljal Apostola Tomaža.
Gudžarat je bil znan že starim Grkom, kot tudi drugim zahodnim centrom civilizacije ob koncu evropskega Srednjega veka. Najstarejši zapis o Gudžaratski 2000-letni pomorski zgodovini je v grški knjigi z naslovom Periplus iz Eritrejskega morja: Trgovina in potovanja trgovcev v Indijskem oceanu v prvem stoletju.
Od začetka 1. stoletja je za 300 let Gudžaratu vladala kraljevska dinastija Saka iz obdobja Zahodnih Satrapov.